# Hugo Münsterberg
Hugo Münsterberg (ur. 1 czerwca 1863 w Gdańsku, zm. 16 grudnia 1916 w Cambridge w Massachusetts) – niemiecki filozof, przedstawiciel neokantowskiej szkoły badeńskiej. Zajmował się także zastosowaniem psychologii do prawa, biznesu, przemysłu, medycyny, nauczania, socjologii oraz oddziaływania filmu na widza.

## Życiorys
- doktorat z psychologii na uniwersytecie w Lipsku (1885),
- habilitacja na uniwersytecie w Heidelbergu (1887),
- w latach 1887–1892 profesor na uniwersytecie we Fryburgu Bryzgowijskim,
- w latach 1892–1895 oraz 1897–1916 praca w laboratorium psychologicznym na uniwersytecie Harvarda,
- w roku 1898 został przewodniczącym Amerykańskiego Towarzystwa Psychologicznego.

## Publikacje
- Die Willenshandlung: Ein Beitrag zur physiologischen Psychologie (1888),
- Psychotherapy (1909),
- Psychology and the teacher (1909),
- Grundzüge der Psychotechnik (1914),
- Psychology: General and applied (1914),
- The Photoplay: a Psychological Study (1916)